# Star Mazda Championship 2011
Het Star Mazda Championship 2011 was een raceklasse in de autosport. Het was het dertiende kampioenschap van de Formule Mazda. En werd georganiseerd door IndyCar als onderdeel van het Road to Indy programma. Het seizoen telde 11 races verdeelt over 10 raceweekenden. Waarvan drie straatcircuits, vier wegraces en drie ovalcircuits.
Het kampioenschap had ook een Expert Series dit was voor rijders die dertig jaar zijn of ouder. Het Expert en Masters kampioenschap waren ten opzicht van vorig jaar nu samengevoegd tot één Expert kampioenschap
Tristan Vautier won vier van de elf races en had zo een voorsprong van 25 punten op Conor De Phillippi die ook vier races won. Vautier plaatste zich in elke race in de top vijf zo won hij het kampioenschap. 
J. W. Roberts won het Expert Series kampioenschap, mede doordat Walt Bowlin niet deelnam aan de laatste race.
Team Pelfrey won het kampioenschap voor teams doordat Conor De Phllippi als tweede en Nick Andries als derde in het kampioenschap eindigde.

## Teams en rijders
Alle teams reden met een gelijk chassis en met een 1.3 L Mazda RX-8-motor en met Goodyear banden.
| Team                    | Nr | Rijders            | Races                                                                                         |
| ----------------------- | -- | ------------------ | --------------------------------------------------------------------------------------------- |
| JDC Motorsports         | 5  | Tristan Vautier    | Alles                                                                                         |
| JDC Motorsports         | 19 | Mikhail Goikhberg  | Reed alleen in Infineon                                                                       |
| JDC Motorsports         | 27 | Nick Mancuso       | Reed niet in Mosport, Trois-Rivières en Baltimore                                             |
| JDC Motorsports         | 39 | João Jardim        | Reed niet in St. Petersburg en Barber                                                         |
| JDC Motorsports         | 64 | Patrick O'Neill    | Expert; Reed alleen in Infineon                                                               |
| JDC Motorsports         | 85 | Chris Miller       | Reed alleen in St. Petersburg en Mosport                                                      |
| Juncos Racing           | 7  | João Victor Horto  | Alles                                                                                         |
| Juncos Racing           | 10 | Tatiana Calderón   | Alles                                                                                         |
| Juncos Racing           | 28 | Gustavo Menezes    | Alles                                                                                         |
| Juncos Racing           | 39 | Richard Heistand   | Verliet het team na St. Petersburg                                                            |
| Juncos Racing           | 60 | Martin Scuncio     | Verliet het kampioenschap na Mosport                                                          |
| Team Pelfrey            | 11 | Conor De Phillippi |                                                                                               |
| Team Pelfrey            | 81 | Nick Andries       |                                                                                               |
| World Speed Motorsports | 16 | Lloyd Read         | Reed alleen in Laguna Seca                                                                    |
| Team GDT                | 19 | Richard Heistand   | Reed alleen in Barber                                                                         |
| Team GDT                | 37 | Dom Bastien        | Expert; Reed alleen in Laguna Seca                                                            |
| Team GDT                | 48 | Patrick McKenna    | Reed niet in Milwaukee, Iowa en Baltimore                                                     |
| Team GDT                | 65 | J. W. Roberts      | Expert; Reed niet in Barber en Milwaukee                                                      |
| Linares Racing          | 20 | Carlos Linares     |                                                                                               |
| AIM Autosport           | 23 | Walt Bowlin        | Expert; Reed alleen in St. Petersburg, Barber, Mosport, Trois-Rivières, Infineon en Baltimore |
| AIM Autosport           | 66 | Zack Meyer         | Reed alleen in St. Petersburg en Barber                                                       |
| AIM Autosport           | 72 | Larry Pegram       | Expert; Reed alleen in St. Peterburg, Barber, Trois-Rivières en Infineon                      |
| AIM Autosport           | 99 | Learic Cramer      | Reed alleen in Baltimore                                                                      |
| The Racing Company      | 26 | Jérimy Daniel      | Reed niet in Iowa en Infineon                                                                 |
| Fogg Racing             | 29 | Phil Fogg, Jr.     | Expert; Reed alleen in Infineon                                                               |
| Andretti Autosport      | 77 | Zach Veach         | Reed alleen in Infineon en Laguna Seca                                                        |
| Andretti Autosport      | 88 | Sage Karam         |                                                                                               |

## Races
| Race | Datum        | Racenaam                          | Circuit                           | Locatie            |
| ---- | ------------ | --------------------------------- | --------------------------------- | ------------------ |
| 1    | 26 maart     | Grand Prix of St. Petersburg      | Stratencircuit Saint Petersburg   | St. Petersburg, FL |
| 2    | 10 april     | Grand Prix of Alabama             | Barber Motorsports Park           | Birmingham, AL     |
| 3    | 28 mei       | Lucas Oil Raceway at Indianapolis | Lucas Oil Raceway at Indianapolis | Clermont, IN       |
| 4    | 19 juni      | Milwaukee Mile                    | Milwaukee Mile                    | West Allis, WI     |
| 5    | 25 juni      | Iowa Speedway                     | Iowa Speedway                     | Newton, IA         |
| 6    | 24 juli      | Mosport International Raceway     | Mosport International Raceway     | Bowmanville, ON    |
| 7    | 6 augustus   | Grand Prix de Trois-Rivières      | Trois-Rivières (circuit)          | Trois-Rivières, QC |
| 8    | 7 augustus   | Grand Prix de Trois-Rivières      | Trois-Rivières (circuit)          | Trois-Rivières, QC |
| 9    | 27 augustus  | Infineon Raceway                  | Infineon Raceway                  | Sonoma, CA         |
| 10   | 4 september  | Streets of Baltimore              | Stratencircuit Baltimore          | Baltimore, MD      |
| 11   | 18 september | Mazda Raceway Laguna Seca         | Laguna Seca                       | Monterey, CA       |

## Uitslagen
| Pos                                          | Rijder              | STP | BAR | IND | MIL | IOW | MOS | TRO | TRO | SON | BAL | LAG | Punten |
| -------------------------------------------- | ------------------- | --- | --- | --- | --- | --- | --- | --- | --- | --- | --- | --- | ------ |
| 1                                            | Tristan Vautier     | 3   | 1   | 4   | 4   | 4   | 5   | 1   | 3   | 1   | 1   | 5   | 426    |
| 2                                            | Connor De Phillippi | 1   | 10  | 1   | 6   | 11  | 2   | 5   | 1   | 2   | 10  | 1   | 401    |
| 3                                            | Nick Andries        | 17  | 2   | 2   | 3   | 7   | 4   | 3   | 2   | 3   | 9   | 2   | 385    |
| 4                                            | João Victor Horto   | 14  | 4   | 5   | 7   | 2   | 1   | 2   | 4   | 6   | 3   | 6   | 375    |
| 5                                            | Sage Karam          | 15  | 9   | 3   | 1   | 1   | 13  | 4   | 5   | 4   | 2   | 16  | 364    |
| 6                                            | Tatiana Calderón    | 18  | 3   | 9   | 9   | 5   | 3   | 12  | 8   | 5   | 8   | 7   | 322    |
| 7                                            | Carlos Linares      | 6   | 5   | 13  | 10  | 8   | 10  | 7   | 9   | 13  | 11  | 8   | 301    |
| 8                                            | Gustavo Menezes     | 8   | 7   | 7   | 5   | 3   | 6   | 6   | 6   | 9   | 4   | 15  | 297    |
| 9                                            | João Jardim         |     |     | 14  | 8   | 6   | 8   | 14  | 7   | 8   | 7   | 12  | 244    |
| 10                                           | Jérimy Daniel       | 10  | 15  | 10  | 12  |     | 11  | 8   | 10  |     | 5   | 10  | 237    |
| 11                                           | J. W. Roberts       | 11  |     | 12  |     | 10  |     | 9   | 12  | 14  | 13  | 13  | 200    |
| 12                                           | Nick Mancuso        | 7   | 6   | 8   | 11  | 9   |     |     |     | 10  |     | 9   | 194    |
| 13                                           | Martin Scuncio      | 2   | 11  | 6   | 2   | 12  | 9   |     |     |     |     |     | 187    |
| 14                                           | Patrick McKenna     | 4   | 13  | 11  |     |     | 14  | 13  | 14  |     |     | 4   | 186    |
| 15                                           | Walt Bowlin         | 16  | 14  |     |     |     | 12  | 11  | 13  | 16  | 6   |     | 168    |
| 16                                           | Larry Pegram        | 131 | 8   |     |     |     |     | 10  | 11  | 12  |     |     | 105    |
| 17                                           | Chris Miller        | 5   |     |     |     |     | 7   |     |     |     |     |     | 61     |
| 18                                           | Zack Meyer          | 12  | 12  |     |     |     |     |     |     |     |     |     | 48     |
| 19                                           | Richard Heistand    | 9   | 16  |     |     |     |     |     |     |     |     |     | 47     |
| Expert Class                                 |                     |     |     |     |     |     |     |     |     |     |     |     |        |
| 1                                            | J. W. Roberts       | 11  |     | 12  |     | 10  |     | 9   | 12  | 14  | 13  | 13  | 148    |
| 2                                            | Walt Bowlin         | 16  | 14  |     |     |     | 12  | 11  | 13  | 16  | 6   |     | 114    |
| 3                                            | Larry Pegram        | 131 | 8   |     |     |     |     | 10  | 11  | 12  |     |     | 76     |
| Rijders komen niet in aanmerking voor punten |                     |     |     |     |     |     |     |     |     |     |     |     |        |
|                                              | Zach Veach          |     |     |     |     |     |     |     |     | 7   |     | 3   |        |
|                                              | Mikhail Goikhberg   |     |     |     |     |     |     |     |     | 11  |     |     |        |
|                                              | Lloyd Read          |     |     |     |     |     |     |     |     |     |     | 11  |        |
|                                              | Learic Cramer       |     |     |     |     |     |     |     |     |     | 12  |     |        |
|                                              | Dom Bastien         |     |     |     |     |     |     |     |     |     |     | 14  |        |
|                                              | Phil Fogg, Jr.      |     |     |     |     |     |     |     |     | 15  |     |     |        |
|                                              | Patrick O'Neill     |     |     |     |     |     |     |     |     | 17  |     |     |        |
| Pos                                          | Rijder              | STP | BAR | IND | MIL | IOW | MOS | TRO | TRO | SON | BAL | LAG | Punten |

| Kleur       | Resultaat                       |
| ----------- | ------------------------------- |
| Goud        | Winnaar                         |
| Zilver      | 2de plaats                      |
| Brons       | 3de plaats                      |
| Groen       | 4de en 5de plaats               |
| Lichtblauw  | 6de–10de plaats                 |
| Donkerblauw | Gefinisht (buiten de Top 10)    |
| Paars       | Niet gefinisht                  |
| Rood        | Niet gekwalificeerd (DNQ)       |
| Bruin       | Teruggetrokken (Wth)            |
| Zwart       | Gediskwalificeerd (DSQ)         |
| Wit         | Niet Gestart (DNS)              |
| Blank       | Nam geen deel aan de race (DNP) |
| Blank       | Niet geracet                    |

| Toegevoegde info |                        |
| vet              | Pole positie (1 punt)  |
| cursief          | Snelste ronde (1 punt) |

| Kleur       | Resultaat                       |
| ----------- | ------------------------------- |
| Goud        | Winnaar                         |
| Zilver      | 2de plaats                      |
| Brons       | 3de plaats                      |
| Groen       | 4de en 5de plaats               |
| Lichtblauw  | 6de–10de plaats                 |
| Donkerblauw | Gefinisht (buiten de Top 10)    |
| Paars       | Niet gefinisht                  |
| Rood        | Niet gekwalificeerd (DNQ)       |
| Bruin       | Teruggetrokken (Wth)            |
| Zwart       | Gediskwalificeerd (DSQ)         |
| Wit         | Niet Gestart (DNS)              |
| Blank       | Nam geen deel aan de race (DNP) |
| Blank       | Niet geracet                    |

| Toegevoegde info |                        |
| vet              | Pole positie (1 punt)  |
| cursief          | Snelste ronde (1 punt) |

| Positie | 1  | 2  | 3  | 4  | 5  | 6  | 7  | 8  | 9  | 10 | 11 | 12 | 13 | 14 | 15 | 16 | 17 | 18 | 19 | 20 | 21 | 22 | 23 | 24 | 25 | 26 | 27 | 28 | 29 | 30 | 31 | 32 | 33 | 34 | 35 |
| ------- | -- | -- | -- | -- | -- | -- | -- | -- | -- | -- | -- | -- | -- | -- | -- | -- | -- | -- | -- | -- | -- | -- | -- | -- | -- | -- | -- | -- | -- | -- | -- | -- | -- | -- | -- |
| Punten  | 44 | 40 | 37 | 34 | 32 | 30 | 29 | 28 | 27 | 26 | 25 | 24 | 23 | 22 | 21 | 20 | 19 | 18 | 17 | 16 | 15 | 14 | 13 | 12 | 11 | 10 | 9  | 8  | 7  | 6  | 5  | 4  | 3  | 2  | 1  |

### Teams
| Pos | Team               | Punten |
| --- | ------------------ | ------ |
| 1   | Team Pelfrey       | 293    |
| 2   | Juncos Racing      | 274    |
| 3   | JDC Motorsports    | 270    |
| 4   | Andretti Autosport | 195    |
| 5   | Linares Racing     | 144    |
| 6   | Team GDT           | 118    |
| 7   | The Racing Company | 113    |
| 8   | AIM Autosport      | 86     |

1991 · 1992 · 1993 · 1994 · 1995 · 1996 · 1997 · 1998 · 1999 · 2000 · 2001 · 2002 · 2003 · 2004 · 2005 · 2006 · 2007 · 2008 · 2009 · 2010 · 2011 · 2012 · 2013 · 2014 · 2015 · 2016 · 2017 · 2018 · 2019 · 2020 · 2021 · 2022 · 2023 · 2024 · 2025